# 페리토
페리토(이탈리아어: Perito)는 이탈리아 캄파니아주 살레르노도에 있는 코무네이다.